# Censo-Guía de Archivos de España e Iberoamérica
El Censo-Guía de Archivos de España e Iberoamérica es una guía y directorio relativo a archivos documentales de España e Iberoamérica, gestionado por el Ministerio de Educación y Cultura de España mediante la Subdirección General de Archivos Estatales y cuyo fin es de controlar y difundir el patrimonio documental de aquellas áreas. Se trata de una de las bases de datos del Centro de Información Documental de Archivos (CIDA). La incorporación de contenido de países americanos estuvo relacionada con el Programa ADAI (Ayudas al Desarrollo Archivístico Iberoamericano). La base de datos lleva un registro de fondos o colecciones, archivos y autoridades.